# Oxyopes africanus
Oxyopes africanus är en spindelart som beskrevs av Embrik Strand 1906. Oxyopes africanus ingår i släktet Oxyopes och familjen lospindlar.
Artens utbredningsområde är Etiopien. Inga underarter finns listade i Catalogue of Life.